# Władimir Kramnik
Władimir Borisowicz Kramnik, ros. Владимир Борисович Крамник (ur. 25 czerwca 1975 w Tuapse) – rosyjski szachista, mistrz świata organizacji Braingames (następcy PCA) od 2000 roku. Zdobywca zunifikowanego tytułu Międzynarodowej Federacji Szachowej (FIDE) w 2006 roku.

## Kariera szachowa
Kramnik wywodzi się ze szkoły szachowych talentów, stworzonej i kierowanej przez byłego mistrza świata Michaiła Botwinnika. W 1992 roku reprezentował Rosję na olimpiadzie szachowej w Manili. Jego nominacja do reprezentacji spotkała się ze sprzeciwami ze strony wyżej notowanych rosyjskich szachistów, ponieważ był wówczas nieznanym szesnastoletnim szachistą bez sukcesów w międzynarodowych turniejach. Kramnikowi bardzo pomogło poparcie Garriego Kasparowa. Swoją pierwszą szansę wykorzystał w świetnym stylu, zdobywając złoty medal z pozycji pierwszego rezerwowego. Na dziewięć rozegranych na olimpiadzie partii wygrał osiem i zremisował jedną.
W następnym roku Kramnik został po raz pierwszy zaproszony do udziału w prestiżowym turnieju w Linares. Zajął piąte miejsce, wygrywając m.in. z Wasilijem Iwanczukiem, wówczas piątym szachistą świata. Również w 1993 roku podzielił I miejsce (wspólnie z Nigelem Shortem i Viswanathanem Anandem) w memoriale Maxa Euwego w Amsterdamie. W 1995 roku odniósł pierwsze zwycięstwo w turnieju czołówki światowej w Dortmundzie, nie doznając w turnieju ani jednej porażki. W następnych latach Kramnik kontynuował serię świetnych występów, wliczając w to samodzielne lub dzielone pierwsze miejsca w dortmundzkim turnieju przez trzy kolejne lata (łącznie do 2009 r. w turnieju tym zwyciężył 9 razy)

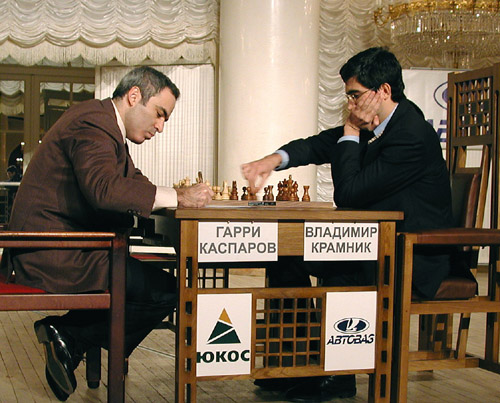
Mecz z Kasparowem, Londyn 2000

W 2000 roku w Londynie Kramnik rozegrał szesnastopartiowy mecz z Kasparowem. Mecz został rozegrany pod auspicjami organizacji Braingames jako finał mistrzostw świata. Kramnik sprawił ogromną niespodziankę wygrywając dwie partie i pozostałe remisując. Wykazał się w tym meczu głęboką znajomością obrony berlińskiej w partii hiszpańskiej, w której Kasparowowi nie udało się wygrać ani jednej partii mimo posiadania teoretycznej przewagi. Tym samym młody Kramnik pozbawił swego mistrza i promotora tytułu mistrza świata dzierżonego od piętnastu lat.
W październiku 2002 roku w Bahrajnie Kramnik rozegrał ośmiopartiowy mecz z programem szachowym Deep Fritz. Początkowo wydawało się, że łatwo pokona maszynę, ponieważ w połowie dystansu miał już przewagę dwóch wygranych partii. W piątej partii Kramnik wykonał jednak posunięcie, które komentatorzy nazwali największą jego pomyłką w karierze, podstawiając skoczka w wyrównanej pozycji. Szybko przegrał tę partię, poddał również następną, w której według późniejszych analiz miał realne szanse uzyskania remisu. Dwie ostatnie partie, jak i cały mecz, zakończyły się remisem.

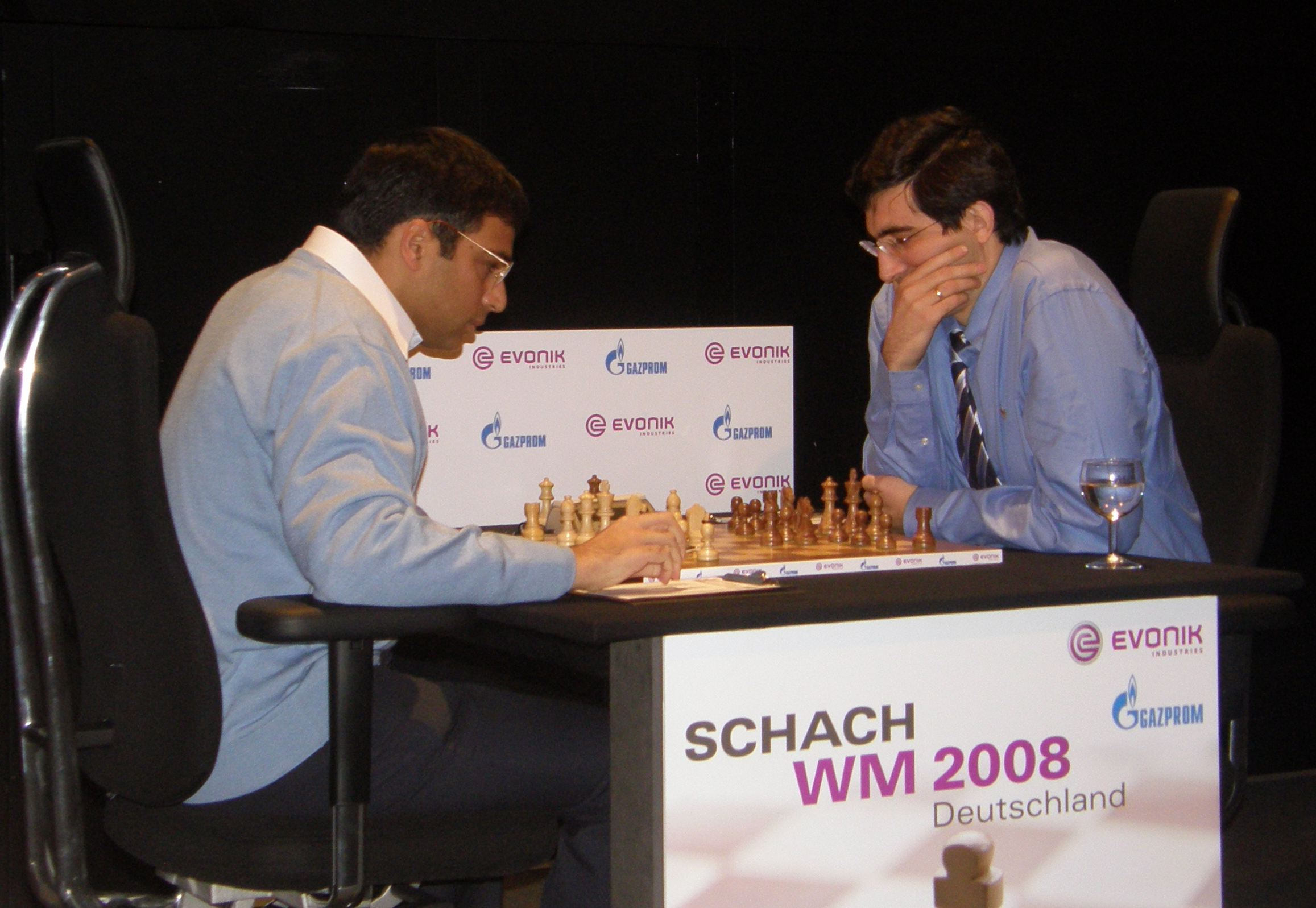
Mecz z Anandem, Bonn 2008

W roku 2004 Kramnik rozegrał w szwajcarskiej miejscowości Brissago mecz o mistrzostwo świata z Węgrem Péterem Lékó zakończony remisem +2-2=10 (dwie wygrane partie, dwie przegrane i dziesięć remisów). Kramnik, zgodnie z regulaminem meczu, zachował tytuł.
13 października 2006 po wygranym w Eliście meczu z Bułgarem Weselinem Topałowem (mistrzem świata Międzynarodowej Federacji Szachowej) zdobył zunifikowany tytuł mistrza świata. W następnym roku utracił ten tytuł, zajmując II miejsce (za Viswanathanem Anandem) w turnieju o mistrzostwo świata, rozegranym w Meksyku. W roku 2007 zwyciężył w bardzo silnie obsadzonym memoriale Michaiła Tala w Moskwie, wyprzedzając drugiego w tabeli Aleksieja Szyrowa aż o 1½ pkt. W 2008 r. stanął w Bonn przed szansą odzyskania tytułu mistrza świata, uległ jednak Viswanathanowi Anandowi w stosunku 4½ – 6½. W 2009 r. zwyciężył w najsilniej obsadzonym turnieju roku (XXI kat. FIDE), memoriale Michaiła Tala, rozegranym w Moskwie, natomiast w 2010 r. podzielił I m. (wspólnie z Szachrijarem Mammedjarowem i Gatą Kamskim) w turnieju President's Cup w Baku oraz zwyciężył w bardzo silnie obsadzonym turnieju Final Chess Masters w Bilbao, wyprzedzając Viswanathana Ananda, Magnusa Carlsena i Aleksieja Szyrowa. W 2011 r. samodzielnie zwyciężył w turnieju Chess Classic w Londynie. W 2013 r. zwyciężył w rozegranym w Tromsø turnieju o Puchar Świata, w finale pokonując Dmitrija Andriejkina.
Wielokrotnie reprezentował Rosję w turniejach drużynowych, m.in.:
- ośmiokrotnie na olimpiadach szachowych (w latach 1992, 1994, 1996, 2006, 2008, 2010, 2012, 2014); ośmiokrotny medalista: wspólnie z drużyną – trzykrotnie złoty (1992, 1994, 1996) i dwukrotnie srebrny (2010, 2012) oraz indywidualnie – trzykrotnie złoty (1992 – za wynik rankingowy, 1992 – na V szachownicy, 2006 – za wynik rankingowy)[9],
- dwukrotnie na drużynowych mistrzostwach świata (w latach 1993, 2013); dwukrotny medalista: wspólnie z drużyną – złoty (2013) i brązowy (1993)[10],
- na drużynowych mistrzostwach Europy (w roku 1992); trzykrotny medalista: wspólnie z drużyną – złoty (1992) oraz indywidualnie – dwukrotnie złoty (1992 – za wynik rankingowy, 1992 – na III szachownicy)[11].

Kramnik zapowiedział, że w wieku 40 lat zakończy karierę szachową, zapowiedzi jednak nie dotrzymał, osiągając w wieku 41 lat najwyższy ranking w swojej karierze 1 października 2016 r. Z wynikiem 2817 punktów zajmował wówczas 2. miejsce (za Magnusem Carlsenem na światowej liście FIDE. Po raz drugi zakończenie profesjonalnej kariery szachowej zapowiedział w styczniu 2019, po zakończeniu turnieju Tata Steel Chess w Wijk aan Zee. Mimo oficjalnego zakończenia kariery wziął udział w Mistrzostwach Świata w Szachach Błyskawicznych 2019, na których zajął trzecie miejsce za Carlsenem i Hikaru Nakamurą.

## Kontrowersje
Podczas meczu o mistrzostwo świata Kramnika z Weselinem Topałowem w 2006 roku ekipa Topałowa zarzuciła Kramnikowi nietypowe zachowanie, twierdząc, że Rosjanin zbyt często korzysta z łazienki podczas partii. Sugerowali, że mógł używać łazienki do otrzymywania zewnętrznej pomocy. Organizatorzy postanowili zamknąć oddzielne łazienki, co doprowadziło do bojkotu Kramnika jednej z partii, uznanej za przegraną walkowerem.
W lutym 2023 roku Kramnik został zawieszony w serwisie Chess.com. Podczas gier Kramnik używał konta należącego do Dienisa Chismatullina, za co serwis zabronił Kramnikowi udziału w organizowanych przezeń turniejach o stawki pieniężne, a konto Chismatullina zablokował na trzy miesiące. W 2024 roku konto Kramnika zostało zawieszone po wysuwaniu przez niego oskarżeń o oszustwa pod adresem takich graczy, jak Hikaru Nakamura, Aleksandra Malcewska i Wital Ciecierau. W grudniu 2024 roku ponowie zawieszono konto Kramnika, za oskarżenie o oszukiwanie Thomasa Rendle'a.
W 2022 roku Kramnik nie podpisał się pod listem otwartym przeciwko agresji Rosji względem Ukrainy i zakończenia wojny. List powstał z inicjatywy rosyjskich szachistów, w tym takich zawodników jak Jan Niepomniaszczi, Aleksandra Kosteniuk czy Piotr Swidler.